# 建徳 (北周)
建徳（けんとく）は、南北朝時代の北周において、武帝の治世に使用された元号。572年3月から578年3月までに適用される。

## 西暦・干支との対照表
| 建徳 | 元年  | 2年   | 3年   | 4年   | 5年   | 6年   | 7年   |
| 西暦 | 572年 | 573年 | 574年 | 575年 | 576年 | 577年 | 578年 |
| 干支 | 壬辰  | 癸巳  | 甲午  | 乙未  | 丙申  | 丁酉  | 戊戌  |